# Вулька-Завепшицька
Вулька-Завепшицька (пол. Wólka Zawieprzycka) — село в Польщі, у гміні Серники Любартівського повіту Люблінського воєводства.
Населення — 315 осіб (2011).

## Демографія
Демографічна структура станом на 31 березня 2011 року:
|          | Загалом | Допрацездатний вік | Працездатний вік | Постпрацездатний вік |
| -------- | ------- | ------------------ | ---------------- | -------------------- |
| Чоловіки | 153     | 35                 | 99               | 19                   |
| Жінки    | 162     | 40                 | 77               | 45                   |
| Разом    | 315     | 75                 | 176              | 64                   |